# Guirguillano
Guirguillano là một đô thị trong tỉnh và cộng đồng tự trị Navarre, Tây Ban Nha. Đô thị này có dân số là 87 người. Đô thị nằm ở độ cao m trên mực nước biển, cách tỉnh lỵ 34 km. 
| Biến động dân số                                           | Biến động dân số | Biến động dân số | Biến động dân số | Biến động dân số | Biến động dân số | Biến động dân số | Biến động dân số | Biến động dân số | Biến động dân số | Biến động dân số |
| 1996                                                       | 1998             | 1999             | 2000             | 2001             | 2002             | 2003             | 2004             | 2005             | 2006             | 2007             |
| ---------------------------------------------------------- | ---------------- | ---------------- | ---------------- | ---------------- | ---------------- | ---------------- | ---------------- | ---------------- | ---------------- | ---------------- |
| 80                                                         | 76               | 72               | 72               | 72               | 93               | 92               | 94               | 94               | 96               | 91               |
| Nguồn: Guirguillano et instituto de estadística de navarra |                  |                  |                  |                  |                  |                  |                  |                  |                  |                  |

==Tham khảo==